# Буг (заказник)
Буг — загальнозоологічний заказник місцевого значення в Україні. Розташований на території Вишнівської сільської територіальної громади та Рівненської сільської територіальної громади Ковельського району Волинської області, біля сіл: Забужжя, Штунь, Римачі, Рівне, Гуща. 
Площа 3556,6 га. Статус присвоєно згідно з розпорядженням Волинської облдержадміністрації від 12.12.1995 року № 213, та рішенням Волинської обласної ради від 15.09.2022 року № 18/11.
Перебуває у віданні Вишнівської сільської ради — 928,7 га, Рівненської сільської ради — 1254,9 га, філії «Любомльське лісове господарство» — 1373 га: Забузьке лісництво, кв. 8, 10, вид. 1-15, 24, 25, кв. 24, 28, 39, 41, 42; Гущанське лісництво, кв. 1, вид. 19, 21, 22, 33, 34, кв. 19, вид. 38, кв. 34, кв. 35, вид. 1-25, 29, 31, 32, кв. 37, вид. 1, 6, 13, 16-24, 26; Замлинське лісництво, кв. 2, вид. 11-13, кв. 11, вид. 5-6, 10-13, 19, 20, 27-30, 37-39, кв. 12, вид. 1, 7, 8, 13, 16, 17, 20, 23-28, кв. 16, вид. 21-25, 29, кв. 20, 21, вид. 1-6, 10, 11, 19-22, 50, кв. 36, вид. 1, 6-13, кв. 55; Мосирське лісництво, кв. 71, 72. 
Охороняється частина заплави річки Західний Буг зі старицями, болотами, луками, надзаплавними терасами, чагарниковими заростями та лісами. У заказнику трапляються рідкісні види тварин, занесені до Червоної книги України, Європейського Червоного списку та інших міжнародних природоохоронних переліків: лелека чорний (Ciconia nigra), журавель сірий (Grus grus), деркач (Crex crex), а також видра річкова (Lutra lutra).

## Галерея

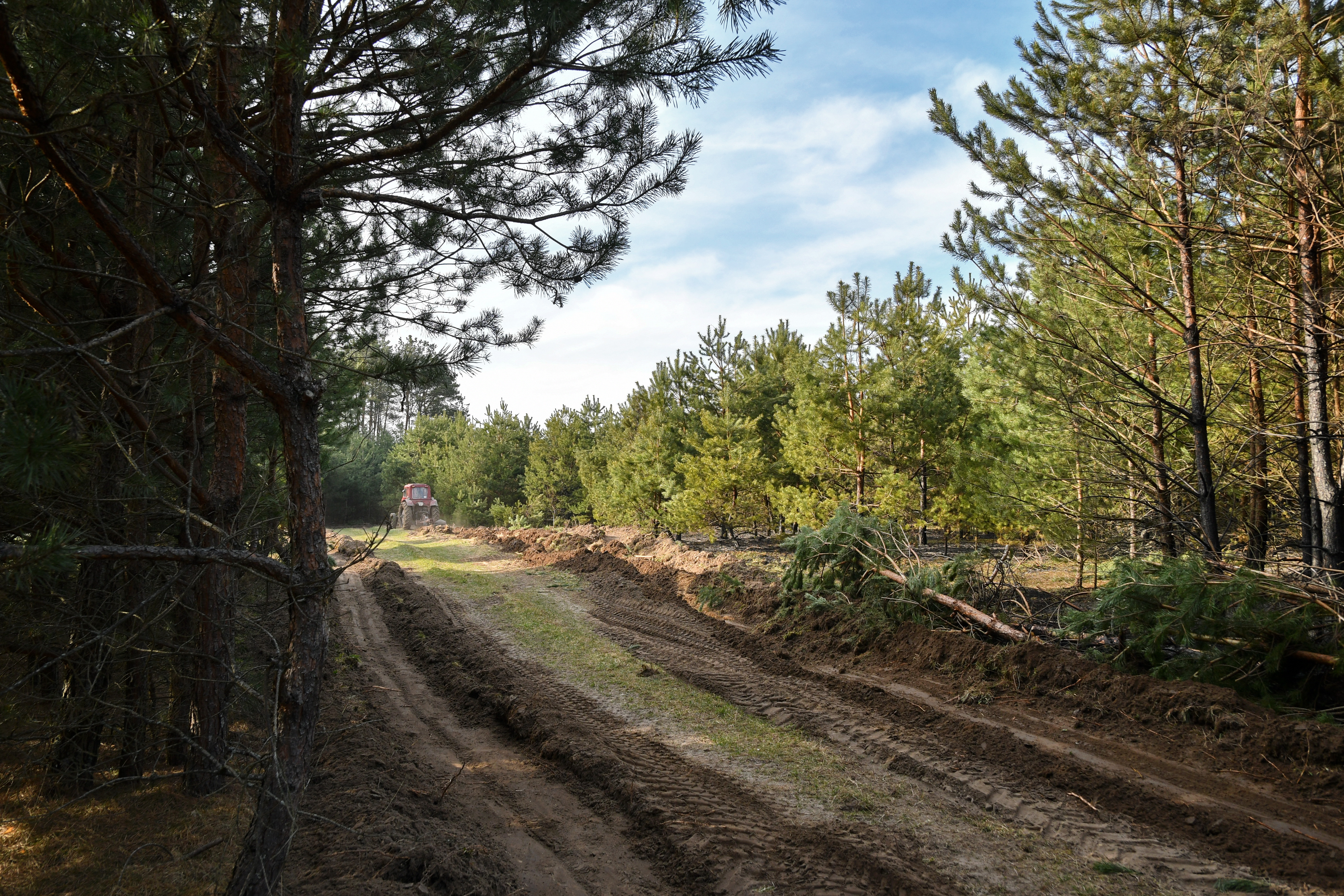
Після пожежі у кв. № 16
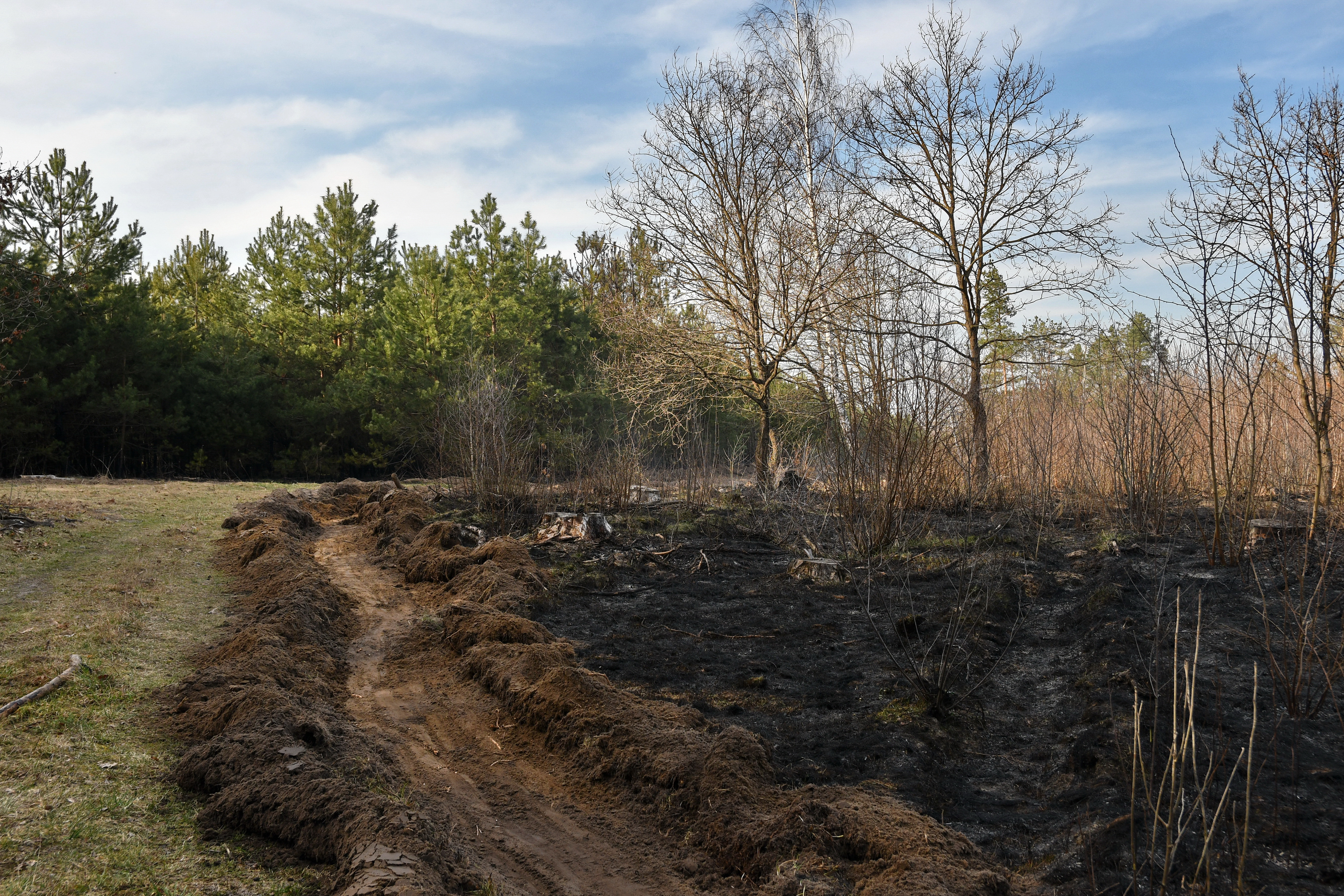
Влаштована перешкода просуванню пожежі у кв. № 16
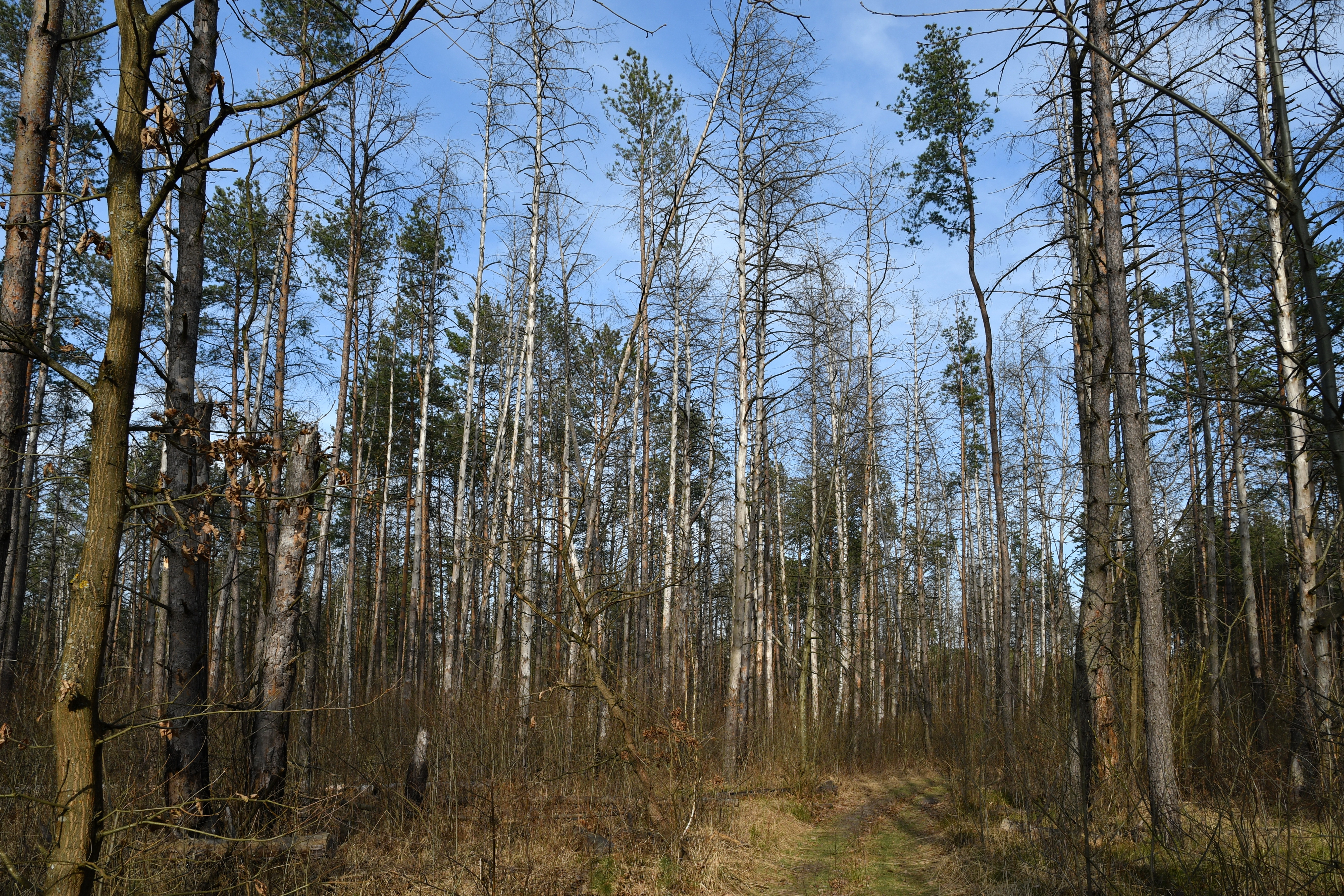
Загальний вигляд у кв. № 16
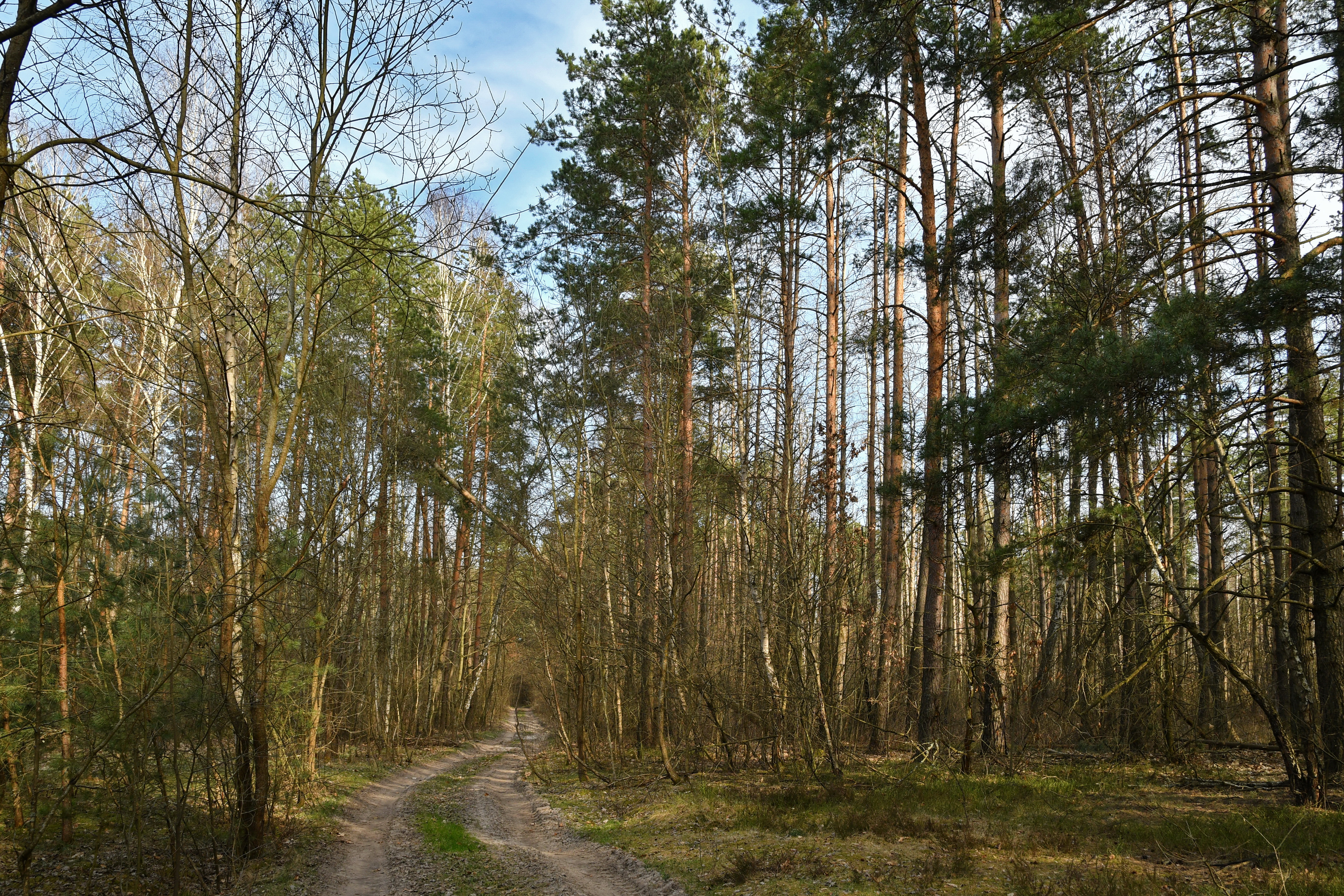
Лісова дорога у кв. № 16
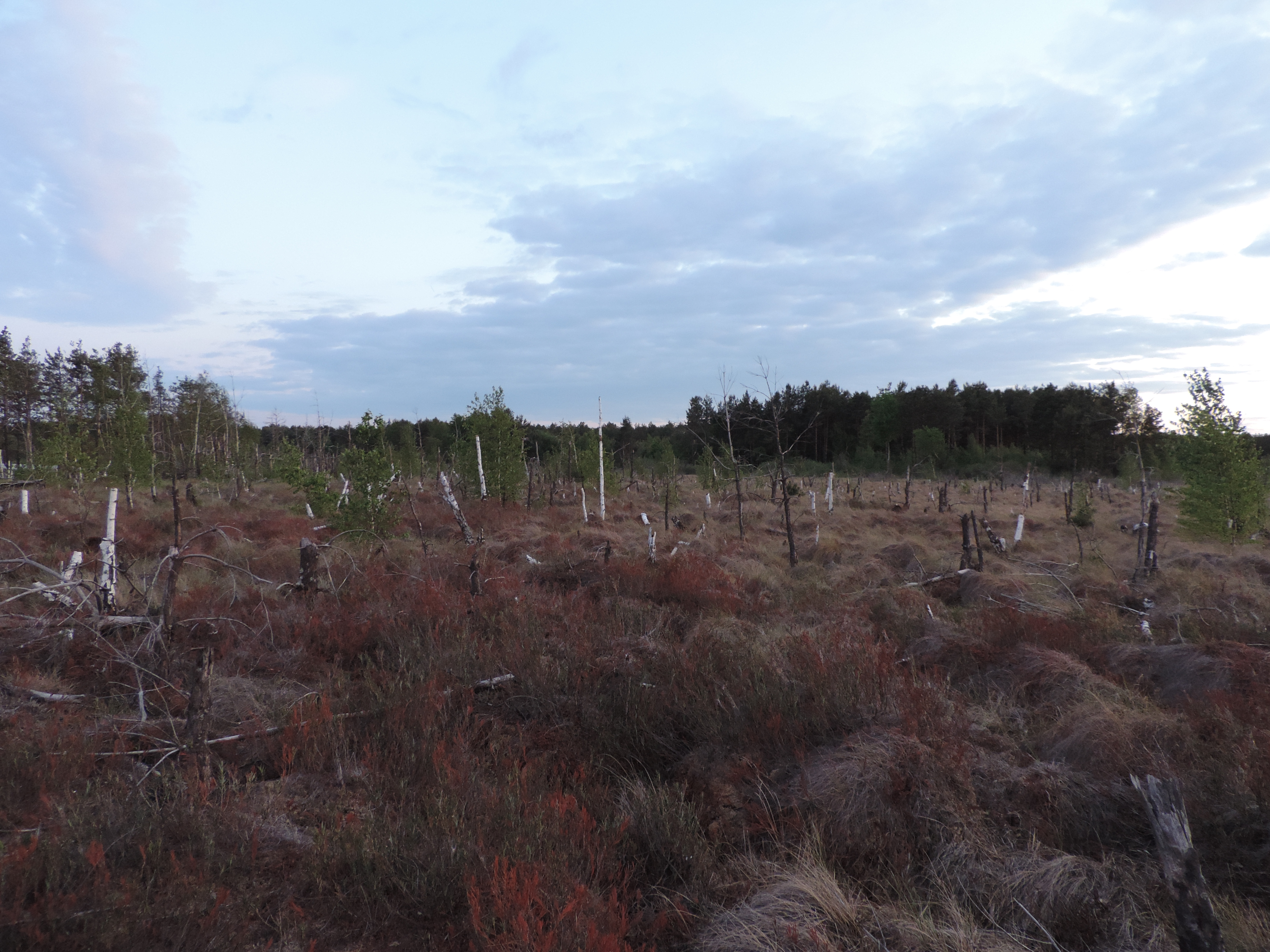
Поблизу оз. Мале